# Trichoscarta dissoluta
Trichoscarta dissoluta är en insektsart som beskrevs av Schmidt 1910. Trichoscarta dissoluta ingår i släktet Trichoscarta och familjen spottstritar. Inga underarter finns listade i Catalogue of Life.